# Per Dahlgren

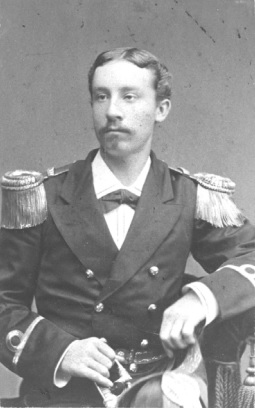
Per Dahlgren, 1881.

Per Johan Dahlgren, född 20 februari 1858 i Stockholm, död 17 september 1945 i Stockholm, var en svensk sjömilitär och hydrograf.
Dahlgren var son till hovjägaren Johan Adolf Dahlgren. Han blev extra kadett vid flottan 1870, elev vid sjökrigsskolan 1871, underlöjtnant vid flottan 1877 och placerades vid Karlskrona station. Han var 1880–1881 instruktionschef vid exercisflottan, 1881–1883 elev vid Gymnastiska centralinstitutet, genomgick en speciell minkurs 1885–1886 varpå han åter tjänstgjorde vid exercisflottan 1886–1887. Dahlgren blev 1882 löjtnant och 1889 kapten vid flottan. År 1893 placerades Dahlgren vid Stockholms station. Han var adjutant vid sjöförsvarsdepartementets kommandoexpedition 1893–1898, attaché vid Kunglig Majestäts beskickning i Washington maj–augusti 1898, befordrades till kommendörkapten av andra graden 1898, kommendörkapten av första graden 1901 och kommendör vid flottan 1904. Åren 1900–1905 var Dahlgren chef för marinförvaltningens torpedavdelning för att därefter bli chef för sjökrigshögskolan, under det att han 1906 en tid tjänstgjorde som chef för marinförvaltningens torpedavdelning. År 1909 blev han chef för Sjökarteverket.
Dahlgren var redaktör för Tidskrift i sjöväsendet 1889–1893. År 1899 blev han chef över Drott, var chef på pansarbåten Wasa och var divisionschef för pansarbåtsdivisionen 1905. År 1908 var han eskaderchef för kusteskadern och mottog i denna egenskap å svenska flottans vägnar president Armand Fallières och Vilhelm II av Tyskland. Han för förste kommissarie vid sjögränsmärkning mot Norge sommaren 1911 och deltog i underhandlingar i Köpenhamn angående sjömätning i Öresund samma år. Våren 1912 var han delegerad vid internationella sjöfartskonferensen i Sankt Petersburg 1912 och vid internationella hydrografiska konferensen i London 1919. I samband med flottans mobilisering 1914 var han under sex månader stationsbefälhavare vid flottstationen i Stockholm.
Dahlgren var ledamot av reglementskommissionen 1894, kommittén angående försök med avståndssignaleringsmateriel 1898, sjökrigsmaterielkommissionen 1901, ordförande i kommittén angående reglemente för flottans pensionskassa 1905-1907, ledamot av 1902 års löneregleringskommitté från 1911. År 1921 erhöll han avsked med pension.
Från 1887 var Dahlgren ledamot av Örlogsmannasällskapet, riddare av Svärdsorden 1897, riddare av Dannebrogsorden 1897, ledamot av Krigsvetenskapsakademien 1899, kommendör av Svärdsordens andra klass 1906 och första klass 1912, kommendör av Dannebrogsordens första grad 1913, kommendör av Sankt Olavs orden 1914, och var därtill kommendör av franska Hederslegionen och Preussiska Röda örns orden.
Dahlgren är begravd på Lidingö kyrkogård.